# Rio Băzăvan (Motru)
O Rio Băzăvan é um rio da Romênia afluente do Rio Motru, localizado no distrito de Gorj.